# Dominique Cardon (sociologue)
Pour les articles homonymes, voir Dominique Cardon et Cardon (homonymie).
Ne doit pas être confondu avec Dominique Cardon (historienne).
Dominique Cardon, né le 26 juin 1965 au Raincy, est un sociologue français dont les recherches s'orientent autour de la question du numérique.

## Biographie

### Jeunesse et études
Dominique Cardon est titulaire d'un doctorat obtenu à l'université Paris-Est-Créteil-Val-de-Marne.

### Parcours professionnel
De 1996 à 2016, Dominique Cardon est membre du centre de recherche Orange Labs et ses travaux portent d’abord sur les formes ordinaires d’expression dans les médias traditionnels.
Il est en parallèle professeur associé à l’université Paris-Est-Marne-la-Vallée au sein du Laboratoire Techniques, Territoires et Sociétés (LATTS), au sein duquel il soutient en 2015 une thèse en sociologie intitulée L'espace public élargi : opinion, critique et expressivité à l'ère d'Internet.
Il est membre affilié au Centre d'études des mouvements sociaux de l'EHESS jusqu'en 2015.
Dominique Cardon est nommé en novembre 2016 directeur du laboratoire de recherche médiaLab de l'Institut d'études politiques de Paris, créé par Bruno Latour. Ce laboratoire de recherche interdisciplinaire réunit des sociologues, des ingénieurs et des designers qui mènent des recherches thématiques sur la place prise par le numérique dans l’espace public, la transition écologique, la technologie et la culture. Depuis septembre 2018 et dans le cadre de l'Acte II de la Réforme du Collège universitaire de Sciences Po, Dominique Cardon est responsable pédagogique du cours de Culture digitale, donné aux étudiants de deuxième année sous format vidéo.

## Recherches
Depuis le début des années 2000, ses recherches portent sur les usages d’Internet dans différents contextes : gouvernance de Wikipédia, réseaux sociaux, blogs etc., l'analyse des transformations de l’espace public, les dynamiques expressives et relationnelles via le web et l'analyse sociologique des algorithmes du web et des big data ainsi que l'éthique de l'intelligence artificielle.
Il aborde des sujets aussi variés que la typologie des médias sociaux et ses interfaces qui permettent aux utilisateurs d'interagir ou les origines hippies de la culture numérique, inaugurée par la « démo » mythique par Doug Engelbart en 1968 du oN-Line-System (NLS), l'hypertexte destiné à favoriser l’intelligence collective.
En 2025, il publie un article sur les Gilets jaunes, qui examine les enjeux de coordination et d’expression entre les ronds-points et les réseaux sociaux rencontrés par cette mobilisation singulière dans l’histoire des mouvements sociaux.
Auteur de nombreuses publications scientifiques, il s'adresse également à un large public en publiant en 2010 La démocratie Internet. Promesses et limites. Il y aborde pour le grand public les aspects politiques du réseau et montre comment la nouvelle théâtralité procurée aux individus par les réseaux sociaux peut devenir une forme originale d'action collective. L'apport fondamental des coopérations faibles permet à internet d'évoluer sans perdre ses qualités créatives et ses principes égalitaires initiaux.
En 2015, l'ouvrage de vulgarisation À quoi rêvent les algorithmes ? explique le mécanisme de fonctionnement des algorithmes et la nature de leurs impacts réels sur la vie numérique du citoyen,.
Paru en 2019, son livre Culture numérique synthétise ses travaux sur les fondamentaux du numérique.
Dominique Cardon est l’un des spécialistes français les plus reconnus sur les questions du numérique et d’Internet. Il a à son actif plus d’une cinquantaine d’articles individuels ou collectifs parus dans des revues majeures. Il est souvent sollicité par les médias pour traiter de sujets comme la surveillance en ligne, la censure, les fake news ou l’expression des émotions en ligne et intervient sur des radios comme France Inter ou France Culture.

### Wikipédia
En 2009, Dominique Cardon publie avec Julien Levrel dans Documentaliste-Sciences de l'Information, la revue des professionnels de l'information et de la documentation, un article intitulé Contribuer et surveiller : l’autorégulation sur Wikipédia.
Il y postule que les différends sur Wikipédia se règlent selon trois niveaux de procédures, la discussion, la médiation et la sanction.
La discussion concernant le contenu doit se régler par un consensus entre utilisateurs élaboré sur la page de discussion des articles, lieu central du règlement de la majorité des conflits.
Si le consensus n'est pas atteint, une médiation permet l’exposition de leurs arguments par les parties en conflit à des tiers issus de la communauté. Sans résultat d'un accord mutuel, un vote argumenté peut être proposé à la communauté wikipédienne.
Si ces deux premiers paliers de résolution des conflits ne donnent pas de résultat probant, le cas peut être soumis au Comité d'arbitrage, sorte de cour d’appel qui prononce alors une sentence. Mais des sanctions peuvent également être directement prononcées par les administrateurs, un groupe de contributeurs élus et munis de droits spéciaux pour administrer l'encyclopédie.
Toujours en 2009, il publie, encore avec Julien Levrel, un article intitulé La vigilance participative. Une interprétation de la gouvernance de Wikipédia dans la revue Réseaux.
Il y reprend les trois niveaux de régulation propres à Wikipédia, la discussion, la médiation et la sanction mais analyse plus en profondeur le modèle d’auto-régulation de l'encyclopédie collaborative en ligne.
Pour lui, Les wikipédiens écrivent et se surveillent.
La vigilance est partie prenante de la discussion, comme forme à la fois  d’encouragement et de critique de la qualité des éditions sur Wikipédia.
Cette surveillance est doublée d'un  mécanisme centralisé de régulation en temps réel de l’ensemble des modifications qui se succèdent en ligne à un rythme élevé.
La plupart des contributions malveillantes sont annulées rapidement par la patrouille RC (Recent Changes).
Pour Cardon, la vigilance participative, exercée dans des discussions décentralisées découplées de l'instance coercitive centrale, favorise le consensus :

« Ce que montre pourtant la réussite du système de gouvernance de Wikipédia, c’est qu’il est nécessaire d’architecturer la séparation de la discussion décentralisée et du pouvoir central de sanction pour faire de la vigilance de l’ensemble de la communauté le vecteur de la recherche raisonnable d’un consensus. »

Pour Cardon, la discussion procédurale induite par le système de règles de Wikipédia évoque la discussion délibérative de Habermas.
Il établit aussi un parallèle avec la méthode originale d’« enseignement universel » développée au début du XIXe siècle par Émile Jacotot et le principe du « Maître ignorant » qu'en a tiré Jacques Rancière en 1987.
Il reprend le même thème en 2019 dans le chapitre Wikipédia et l’auto-organisation paru dans le livre Culture numérique des Presses de Sciences Po. Il y rappelle que le site Wikipédia, fondé sur le système collaboratif du wiki, n’est destiné à l’origine qu’à discuter des articles avant leur publication. Alors que les experts de Nupedia ne rendent pas leurs articles, sur Wikipédia, des internautes passionnés discutent à propos de leurs articles et produisent des contributions pertinentes sans être pour autant des experts patentés.
Ce chapitre du livre Culture numérique, débute sur une assertion forte: "Wikipedia est l'entreprise collective la plus audacieuse jamais réalisée à l'échelle du web. Miracle sociologique auquel personne ne croyait, l'encyclopédie en ligne offre un exemple parfait de bien commun, d'innovation ascendante et d'intelligence collective.".

## Publications

### Ouvrages
- La démocratie Internet: promesses et limites, Seuil, 2010 (ISBN 978-2-02-102691-7).
- Médiactivistes (avec Fabien Granjon), Paris, Presses de Science-Po, 2010  (ISBN 978-2724614312).
- Qu'est-ce que le Digital Labor ? (avec Antonio Casilli), Bry-sur-Marne, INA, coll. « Études et controverses », 2015, 104 p.,  (ISBN 978-2-86938-229-9)[23].
- À quoi rêvent les algorithmes : nos vies à l'heure des big data, Paris, Seuil, 2015  (ISBN 978-2021279962).
- Chorégraphier la générosité: le Téléthon, le don, la critique (avec Jean-Philippe Heurtin), Economica, coll. « Collection Ebtudes sociologiques », 2016 (ISBN 978-2-7178-6875-3).
- Culture numérique, SciencesPo les presses, coll. « Les petites humanités », 2019 (ISBN 978-2-7246-2365-9).

### Articles
- Sajus, Cardon, Levrel, Vatant, « Web 2.0, et après ? Critique et prospective », Documentaliste-Sciences de l'Information, vol. 46, no 1,‎ 1er mars 2009, p. 54–66 (ISSN 0012-4508, DOI 10.3917/docsi.461.0054, lire en ligne, consulté le 21 mai 2025).
- Cardon, Levrel, « La vigilance participative. Une interprétation de la gouvernance de Wikipédia », Réseaux, vol. 154, no 2,‎ 16 avril 2009, p. 51–89 (ISSN 0751-7971, DOI 10.3917/res.154.0051, lire en ligne, consulté le 21 mai 2025).
- « Dans l'esprit du PageRank: Une enquête sur l'algorithme de Google », Réseaux, vol. n° 177, no 1,‎ 1er avril 2013, p. 63–95 (ISSN 0751-7971, DOI 10.3917/res.177.0063, lire en ligne).
- « Méthodes digitales : approches quali/quanti des données numériques » (avec Jean-Philippe Cointet (dir.) et T. Venturini), Réseaux, no 188, La Découverte, 2015, 276 p.,  (ISBN 978-2-70718-334-7)[24].
- « La revanche des neurones: L’invention des machines inductives et la controverse de l’intelligence artificielle (avec J-P. Cointet et A. Mazières) », Réseaux, vol. n° 211, no 5,‎ 2 novembre 2018, p. 173–220 (ISSN 0751-7971, DOI 10.3917/res.211.0173, lire en ligne).
- « Wikipédia et l’auto-organisation », Les petites humanités,‎ 19 mai 2019, p. 123–132 (lire en ligne, consulté le 21 mai 2025).

### Préfaces
- Préface d'Aux sources de l’utopie numérique. De la contre-culture à la cyberculture : Stewart Brand, un homme d’influence, de Fred Turner, trad. de l'anglais par Laurent Vannini, Caen, C&F Éditions, 2013, 430 p.